# Cinnamomum percoriaceum
Cinnamomum percoriaceum är en lagerväxtart som beskrevs av André Joseph Guillaume Henri Kostermans. Cinnamomum percoriaceum ingår i släktet Cinnamomum och familjen lagerväxter. Inga underarter finns listade i Catalogue of Life.